# Anna Louisa Karsch

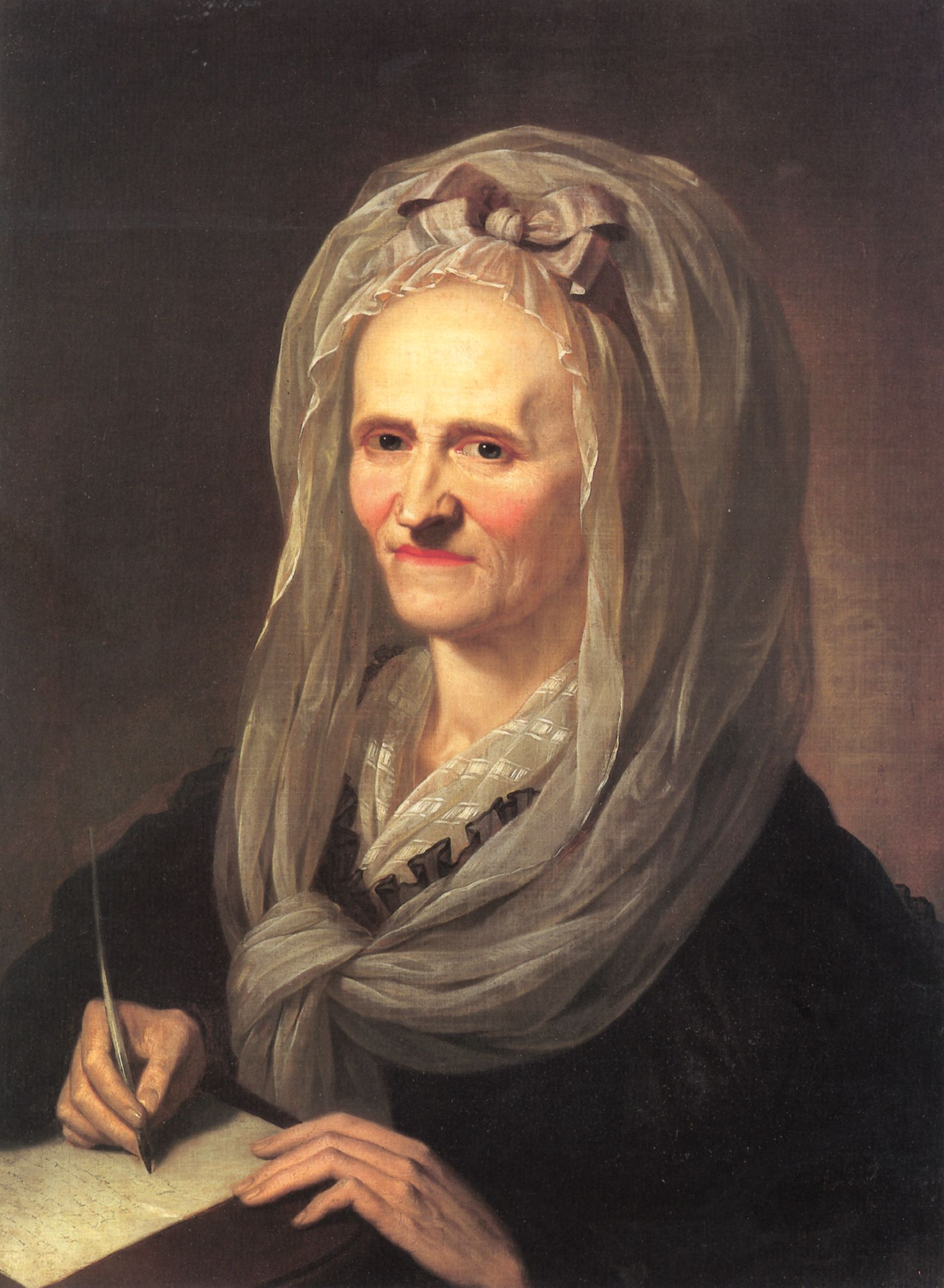
Anna Louise Karsch, Gemälde von Karl Christian Kehrer, 1791, Gleimhaus Halberstadt

Anna Louisa Karsch, geborene Dürbach, genannt die Karschin (* 1. Dezember 1722 in Hammer, in der Nähe von Schwiebus; † 12. Oktober 1791 in Berlin), war eine deutsche Dichterin. Neben Sophie von La Roche gilt sie als erste finanziell unabhängige Berufsschriftstellerin in Deutschland. Sie war die Mutter der Dichterin Caroline Louise von Klencke und die Großmutter der Dichterin Helmina von Chézy.

## Leben

### Herkunft und Jugend
Anna Louisa war die Tochter des Gastwirts Christian Dürbach. Ihre Mutter war eine geborene Kuchel. Nach dem Tod Dürbachs 1728 heiratete sie bald erneut. Anna Louisa kam zu einem Verwandten in Tirschtiegel, der ihr das Lesen und Schreiben sowie Grundkenntnisse in Latein beibrachte. 1732 holte ihre Mutter die ungeliebte Tochter zurück, da sie das Alter erreicht hatte, um ihr als Kindermädchen für die Stiefgeschwister, als Kuhhirtin und Magd von Nutzen zu sein.
Im Jahre 1738 schloss Anna Louisa die Ehe mit dem Schwiebuser Tuchmacher Michael Hirsekorn, aus der vier Kinder hervorgingen. In dieser Zeit entstanden ihre ersten Gedichte, für die ihr gewalttätiger Mann kein Verständnis hatte. 1748 reichte er die Scheidung von seiner schwangeren Frau ein, weil sie ihren Pflichten im Haushalt nicht nachgekommen sei, und schickte sie ohne Unterstützung zu ihrer Mutter zurück.

### Beginn der dichterischen Tätigkeit

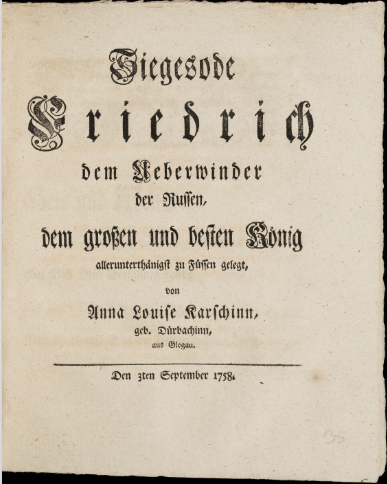
Siegesode (1758)

1749 wurde sie von der Mutter mit dem Schneider Daniel Karsch aus Fraustadt verheiratet. Anna Louisa gebar weitere drei Kinder, aber auch diese Ehe war unglücklich, denn Karsch war ein Trinker. Neben der Erziehung der Kinder schrieb die Karschin Gedichte zu Familienfeierlichkeiten und erlangte so vor allem im benachbarten Schlesien Bekanntheit. Nach dem Umzug der Familie nach Glogau im Jahre 1755 schrieb die talentierte Poetin, deren Ruf sich immer mehr herumsprach, eine Vielzahl von Versen für familiäre Anlässe.
Die nach dem Ausbruch des Siebenjährigen Krieges von ihr gedichteten Lobeshymnen auf Friedrich II. und Preußen fanden auf Flugschriften im ganzen Land Verbreitung und machten sie so in Berlin bekannt.
Über befreundete Offiziere erreichte sie die Trennung von dem gewalttätigen Karsch durch dessen Einberufung zum Heer. Rudolf Gotthard von Kottwitz holte die Karschin schließlich 1761 nach Berlin, wo sie in den literarischen Salons für Aufsehen sorgte. Ihre Dichtkunst wurde von Gotthold Ephraim Lessing, Johann Georg Sulzer, Karl Wilhelm Ramler und Moses Mendelssohn gefördert.

### Am Höhepunkt des Schaffens

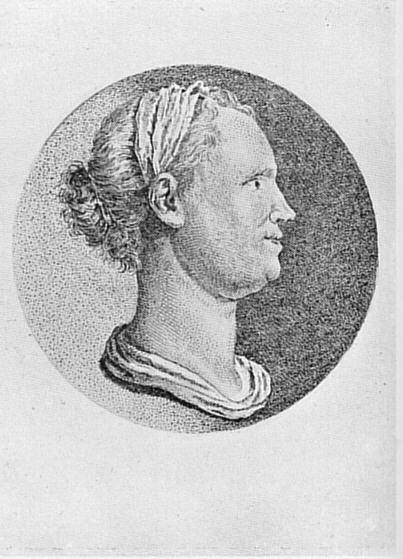
Anna Louisa Karsch, gezeichnet von Adam Friedrich Oeser, gestochen von Meil

Johann Wilhelm Ludwig Gleim erklärte sie zur deutschen Sappho und bereitete 1761 ihre feierliche Dichterkrönung in Halberstadt vor; ab 1785 las er Gedichte von ihr auch in der Literarischen Gesellschaft Halberstadt vor. Bis 1762 finanzierten Förderer das Leben der Karschin in Halberstadt und Magdeburg. Sie verkehrte am Hof der von ihrem Gatten Friedrich dem Großen getrennt lebenden Königin Elisabeth Christine von Preußen in Magdeburg und pflegte engen Kontakt mit Prinz Ferdinand von Braunschweig, Graf Heinrich Ernst zu Stolberg-Wernigerode und Graf Christian Friedrich zu Stolberg-Wernigerode. Sie schrieb Texte für Amalie von Preußen, der Äbtissin von Quedlinburg, die diese vertonte. 1789 vertonte Carl Philipp Emanuel Bach ihre Passionskantate Die letzten Leiden des Erlösers.
Nach ihrer Rückkehr nach Berlin musste sie ihren Lebensunterhalt wieder selbst finanzieren und litt bittere Not. Daniel Chodowiecki unterstützte sie in dieser Zeit mit der Gestaltung von Miniaturbildnissen, die sie mit Poesie vervollständigte. Gleim veranlasste die Veröffentlichung ihres ersten Gedichtbandes Auserlesene Gedichte, der ihr ein kleines Einkommen ermöglichte, aber von der Kritik vielfach verkannt und verrissen wurde. So finden sich darin neben gefälligen Gelegenheitsversen ergreifende Klagen über ihr schweres Leben und immer von Rückschlägen gefährdetes Schicksal, wie das Gedicht An den Domherrn v. Rochow.
Meine Jugend war gedrückt von Sorgen.

Seufzend sang an manchem Sommermorgen

   Meine Einfalt ihr gestammelt Lied.

Nicht dem Jüngling töneten Gesänge,

Nein, dem Gott, der auf der Menschen Menge

   Wie auf Ameishaufen niedersieht!

Ohne Neigung, die ich oft beschreibe,

Ohne Zärtlichkeit ward ich zum Weibe,

  Ward zur Mutter, wie im wilden Krieg

Unverliebt ein Mädchen werden müßte,

Die ein Krieger halb gezwungen küßte,

  Der die Mauer einer Stadt erstieg.

Was wir heftig lange wünschen müssen

Und was wir nicht zu erhalten wissen,

  Drückt sich tiefer unserm Herzen ein;

Rebensaft verschwendet der Gesunde

Doch erquickend schmeckt des Kranken Munde

  Auch im Traum der ungetrunk’ne Wein.

### Alter und Tod

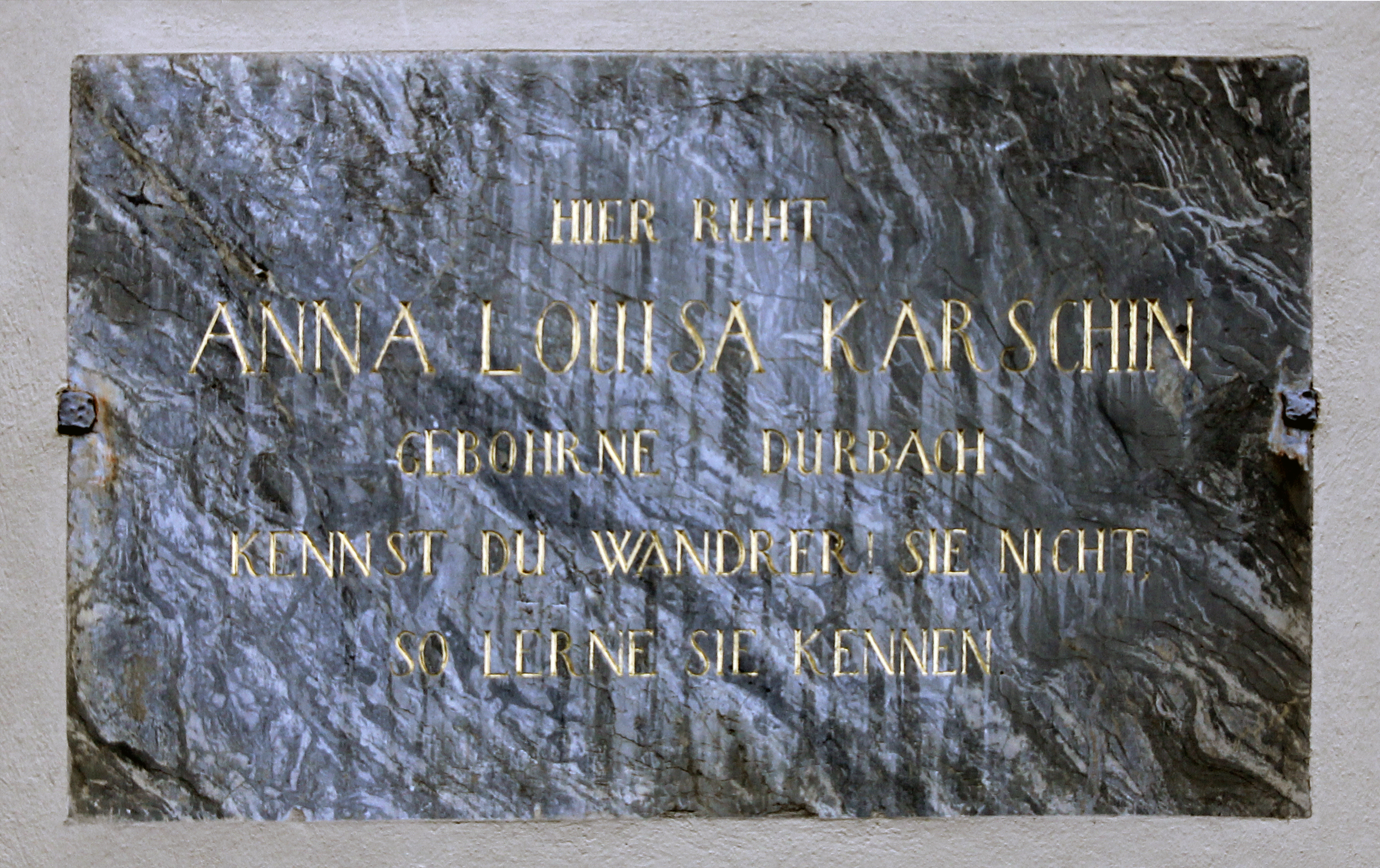
Gedenktafel an der Berliner Sophienkirche

Friedrich II. sagte ihr am 11. August 1763, als er mit ihr ein längeres Gespräch über die Dichtkunst führte, ein Haus und eine jährliche Pension aus der Staatskasse zu, doch diese war wegen der Kriegskosten leer, so dass sie mit 50 Talern vorliebnehmen musste. In den folgenden Jahren erinnerte sie mehrfach an das Versprechen, wurde jedoch immer mit Geldspenden abgespeist. Ihr Problem war jedoch nicht das Geld, da sie durch das Erscheinen ihrer Auserlesenen Gedichte 1764 zu Wohlstand gekommen war, sondern die Tatsache, dass sie als getrennt lebende Frau (zeitgenössisch als Pupille bezeichnet) nach damaligem Recht nicht auf das Geld zugreifen durfte. Erst Friedrich Wilhelm II. machte 1789 das alte Versprechen seines Onkels wahr und schenkte der Karschin ein Haus an der Berliner Neuen Promenade. Mit Goethe, der sie 1778 besuchte, pflegte die Karschin einen Briefwechsel.
Ihre letzten Lebensjahre waren von Krankheit geprägt. Die Tochter Caroline Louise von Klencke lebte bis zum Tod ihrer Mutter im Oktober 1791 zusammen mit ihr in Berlin. 1792 veröffentlichte die Tochter eine Ausgabe ihrer Gedichte postum.

## Würdigungen und Nachwirkung
1784 wurde ihr eine Sandsteinskulptur als erstes öffentliches Standbild für einen deutschsprachigen Dichter im Landschaftspark Spiegelsberge bei Halberstadt errichtet. Gestaltet wurde die Skulptur von dem Halberstädter Bildhauer J. C. Stubinitzky. Sie befindet sich heute im Gleimhaus in Halberstadt. Ihr Grab befindet sich an der Sophienkirche in Berlin-Mitte. Eine 1802 von Johann Wilhelm Ludwig Gleim angeregte und finanzierte Tafel an der Kirche trägt die Inschrift: Kennst Du, Wandrer, sie nicht / So lerne sie kennen.
Im Jahr 1991 fand eine Ausstellung der Staatsbibliothek Preußischer Kulturbesitz zu ihrem 200. Todestag unter dem Titel Anna Louisa Karsch (1722–1791). Dichterin für Liebe, Brot und Vaterland in Berlin statt. In der Nähe ihres Hauses an der Neuen Promenade wurde ihr 2001 die Anna-Louisa-Karsch-Straße gewidmet. Zudem wurde 2009 entschieden, eine neu angelegte Straße in Rheine als Anna-Louisa-Karsch-Ring zu widmen.
Anlässlich des 300. Geburtstags zeigte das Gleimhaus in Halberstadt vom 1. Dezember 2022 bis zum 20. April 2023 die Sonderausstellung Plötzlich Poetin!? zu Leben und Werk Karschs  eröffnet.

## Literarische Bedeutung
Anna Louisa Karsch konkurriert mit Sophie von La Roche um den Titel der ersten deutschen Berufsschriftellerin. Karschs Auserlesene Gedichte erschienen sieben Jahre vor La Roches Die Geschichte des Fräuleins von Sternheim. Über die schriftstellerische Tätigkeit bezog Karsch ihr Haupteinkommen. Zeitgenossen sprachen von ihr als „[d]ie unter den deutschen Dichtern einen vorzüglichen Rang behauptende Frau Karschin“; auch hieß es von ihr: „Von einer Karschin, als Dichterinn, hat gewiß schon ein jeder von unsern Lesern, einen richtigen Begriff, und es wäre überflüßig, über ein Genie zu declamiren, das ganz Deutschland kennt.“
Chodowiecki fühlte den Unterschied, der die Karschin von vielen ihrer Zeit- und Stilgenossen trennte, als er schrieb: „Ramler ist gewohnt, wenn ihm ein Stammbuch vorgelegt wird, aus dem Wernike oder Logau abzuschreiben, die Madam Karschin schreibt aus ihrem Herzen.“ In der Tat berührt inmitten einer gekünstelten Anakreontik ihre kühne Fantasie und die Fähigkeit, volkstümlich und bildhaft ihren Einfällen Ausdruck zu verleihen. Dies wurde auch von Herder erkannt, der über sie meinte: „Wenn man die Gedichte der Madam Karschin auch nur als Gemälde der Einbildungskraft betrachtet, so haben sie wegen ihrer vielen originalen Züge mehr Verdienst um die Erweckung deutschen Genies als viele Oden nach regelmäßigem Schnitt.“
Das 19. Jahrhundert hat den früheren Ruhm der Karschin fast völlig der Vergessenheit, ja der Geringschätzung preisgegeben, sodass „deutsche Sappho“ als geschmacklose Ungeheuerlichkeit erschien, was als Ehrung der Originalität, nicht der Vollendung gedacht war. Wer die Gedichte der Karschin liest, findet darin oft einen zu Herzen gehenden Ton der Aufrichtigkeit, der in der formell zurechtgemachten Tändelei der Lyrik ihrer Zeit fast unbekannt ist. Die einzige größere Ausgabe ihrer Werke zu Lebzeiten, die von Gleim veranstaltete „Pränumerationsausgabe“ von 1764, bietet nicht unbedingt ihre besten Gedichte. Sie leidet daran, dass viele der Subskribenten, denen sie als Danksagung zuvor ein Gedicht übersandt hatte, „ihre“ Verse darin abgedruckt sehen wollten. Andererseits hat gerade Gleim keines der vielen Gedichte, welche die Karschin in ihre unzähligen Briefe an ihn eingestreut hatte, in die Ausgabe aufgenommen. Diese gehörten zu ihren besten, weil aus echtem, tiefem Gefühl empfunden. Es fehlt darin eines der berührendsten Beispiele von Liebeslyrik aus ihrer Feder: Den 22. Juni 1761. Morgens 7 Uhr.
Freund, zeichne diesen Tag mit einem größern Strich!

Er war doch ganz für dich und mich,

Wir wandelten im Hain und hörten Vögel singen

In dichten Fichten, wo der Mann das Weibchen hascht.

Gut war’s, daß über uns nicht Edens Äpfel hingen,

Indem wir Hand in Hand durch das Gebüsche gingen,

Da hätten du und ich genascht.

Und im Entzücken nicht die Folgen von den Bissen

Nur einen Augenblick bedacht:

So hat es Eva einst gemacht,

So machen’s heute noch Verliebte, die sich küssen –

Bald werd ich nichts zu schwatzen wissen,

Als ewig von dem Kuß. Und meiner Mutter Mann,

Durch den ich ward, ist schuld daran,

Daß ich so gern von Küssen sing und sage,

Denn er verküßte sich des Lebens schwere Plage.

Allein ich wende mich nun wieder zu dem Tage,

Von dem ich reden will, schreib’ ihn mit goldnem Strich!

Er war doch ganz für dich und mich …
Auch keines der vielen Lieder, welche die Feldzüge Friedrichs des Großen besangen, die sie im Volk berühmt gemacht hatten, fand darin Aufnahme. In der Ausgabe, welche die Tochter nach ihrem Tod herausgab, fehlen die meisten dieser Gedichte ebenfalls, dafür finden sich viele leere, an Fürstlichkeiten gerichtete Lobpreisungen. Schon Herder wünschte eine „ihrer würdigere“ Ausgabe, die jedoch noch nicht erfolgt ist.

## Werke
Eine historisch-kritische Gesamtausgabe der Briefe und literarischen Werke Anna Louisa Karschs steht noch aus.
Neuere Werkausgaben
- Claudia Brandt, Ute Pott (Hrsg.): Briefe und Gedichte (Schriften des Gleimhauses Halberstadt, Bd. 13). Wallstein, Göttingen 2022, ISBN 978-3-8353-5277-3 (416 S., gebunden).
- Regina Nörtemann (Hrsg.): Die Sapphischen Lieder: Liebesgedichte (Schriften des Gleimhauses Halberstadt, Bd. 6). Wallstein, Göttingen 2009, ISBN 978-3-8353-0478-9.
- Regina Nörtemann, Ute Pott (Hrsg.): Mein Bruder in Apoll. Briefwechsel zwischen Anna Louisa Karsch und Johann Wilhelm Ludwig Gleim. Wallstein, Göttingen 1996, ISBN 978-3-89244-018-5 (2 Bände).
- Gerhard Wolf (Hrsg.): O, mir entwischt nicht, was die Menschen fühlen. Gedichte und Briefe, Stimmen von Zeitgenossen. Märkischer Dichtergarten, Berlin 1981.

Zeitgenössische Veröffentlichungen
- Gedichte von Anna Louisa Karschin geb. Dürbach. Nach der Dichterin Tode nebst ihrem Lebenslauff herausgegeben von ihrer Tochter C. L. v. Klenke geb. Karschin. 1792 (Digitalisat und Volltext im Deutschen Textarchiv).
- Ueber die Preisaussetzung. Abgedruckt im Salzburger Intelligenzblatt vom 6. Juni 1785, S. 216 (Digitalisat).
- Am frohen Geburtstage des Prinzen Ferdinand von Preussen. Abgedruckt in Der Teutsche Merkur, Oktober 1777, S. 81–83 (Digitalisat).
- Der jungen achtjährigen Prinzeßin von Preußen, bey Ueberreichung des Halladat. Abgedruckt in Der Teutsche Merkur, Juni 1775, S. 200–201 (Digitalisat).
- Versificirtes Allerley zum neuen Jahr. 1774.[11]
- Auf die Wiederkunft Ihro Hochfürstlichen Durchlaucht, der Frau Landgräfin von Hessen-Darmstadt. Abgedruckt im Reichs Post-Reuter Jg. 1773 Nr. 184 vom 17. November 1773, S. 3–4 (Digitalisat).
- Einige Oden über verschiedene hohe Gegenstände. G. L. Winter, Berlin 1764.[12]
- Johann Wilhelm Ludwig Gleim (Hrsg.): Auserlesene Gedichte von Anna Louisa Karschin. 1764, (Digitalisat und Volltext im Deutschen Textarchiv).

## Sekundärliteratur
Sammelbände und Ausstellungskataloge
- Ute Pott (Hrsg.): Plötzlich Poetin!? Anna Louisa Karsch – Leben und Werk (Schriften des Gleimhauses Halberstadt, Bd. 12). Wallstein, Göttingen 2022, ISBN 978-3-8353-5303-9 (289 S., gebunden).
- Nacim Ghanbari, Annika Hildebrandt, Stefanie Stockhorst (Hrsg.): Anna Louisa Karsch: Edition und Öffentlichkeit (Das achtzehnte Jahrhundert 46, Heft 2). Wallstein, Göttingen 2022, ISBN 978-3-8353-5229-2.
- Anke Bennholdt-Thomsen, Anita Runge (Hrsg.): Anna Louisa Karsch (1722–1791). Von schlesischer Kunst und Berliner "Natur". Ergebnisse des Symposions zum 200. Todestag der Dichterin. Wallstein, Göttingen 1992, ISBN 3-89244-038-7.
- Gisela Staupe (Hrsg.): Anna Louisa Karsch (1722–1791). Dichterin für Liebe, Brot und Vaterland (Ausstellungskataloge/Staatsbibliothek Preußischer Kulturbesitz, Bd. 39). Reichert, Wiesbaden 1991, ISBN 3-88226-529-9 (62 S., gebunden).

Monografien
- Ute Pott: Briefgespräche. Über den Briefwechsel zwischen Anna Louisa Karsch und Johann Wilhelm Ludwig Gleim. Mit einem Anhang bislang ungedruckter Briefe aus der Korrespondenz zwischen Gleim und Caroline Luise von Klenke. Wallstein-Verlag, Göttingen 1998, ISBN 3-89244-219-3.
- Uta Schaffers: Auf überlebtes Elend blick ich nieder. Anna Louisa Karsch in Selbst- und Fremdzeugnissen. Wallstein, Göttingen 1997, ISBN 3-89244-261-4 (zugl. Dissertation, Universität Köln 1996). Auszüge
- Elisabeth Hausmann (Hrsg.): Die Karschin – Friedrich des Großen Volksdichterin. Ein Leben in Briefen. Societäts-Verlag, Frankfurt am Main 1933.

Wissenschaftliche Artikel
- Waltraud Naumann-Beyer: Anna Louise Karsch in Berlin. In: Mitteilungen des Vereins für die Geschichte Berlins, Heft 2, 115. Jahrgang, April 2019, S. 421–426.
- Rob McFarland: Füße im Steigvers mit weiblichem Ausgang: Anna Louise Karsch’s Poem Cycle „Die Spaziergänge von Berlin“ and the Pre-History of the Flaneuse. in: Lessing Yearbook / Jahrbuch XXXVI. Wallstein-Verlag, Göttingen 2006, ISBN 3-89244-886-8, S. 135–160.
- H. Schlaffer: Naturpoesie im Zeitalter der Aufklärung. Anna Luisa Karsch (1722–1791). Ein Portrait. In: Gisela Brinker-Gabler (Hrsg.): Deutsche Literatur von Frauen. Band 1. Beck, München 1988, ISBN 3-406-32814-8, S. 313–324.
- Ein Brief der „Deutschen Sappho“. Mitgetheilt von A[lbert] Pick. In: Historische Monatsblätter für Polen Jg. 7, Nr. 2 (Februar), S. 17–22 (Web-Ressource).
- Theodor Heinze: Anna Luise Karschin. Eine biographische und literaturgeschichtliche Skizze. In: Zu der 15. März stattfindenden öffentlichen Prüfung aller Klassen … und zur Feier des Geburtstags Sr. Maj. des Königs am 22. März, vormittags 11 Uhr ladet im Namen des Lehrerkollegiums ergebenst ein der Director … Gymnasium zu Anclam. Anklam 1868, S. 1–20.
- Charlotte Zweynert: Welche Vermögen sind vererbbar? Testieren und Ressourcen transferieren in einer Literatinnenfamilie um 1800, in: Siglinde Clementi, Margareth Lanzinger (Hg.), Der letzte Wille, Historische Anthropologie 29/3 (2021), S. 400–423.

Lebensbeschreibungen
- Annett Gröschner: Die Spazier-Gaenge von Berlin. Anna Louisa Karsch (Frankfurter Buntbücher 71). Verlag für Berlin-Brandenburg, Berlin-Pankow 2022, ISBN 978-3-96982-053-7 (30 S., broschiert).
- Zitta Übel: Die „deutsche Sappho“. In: Berlinische Monatsschrift (Luisenstädtischer Bildungsverein). Heft 10, 1997, ISSN 0944-5560, S. 59–63 (luise-berlin.de – Biografie).
- Gisela Stockmann: Anna Louisa Karsch. Volksdichterin. In: Gisela Stockmann: Schritte aus dem Schatten. Frauen in Sachsen-Anhalt. Dingsda-Verlag, Querfurt 1993, ISBN 3-928498-12-6.
- Barbara Beuys (Hrsg.): Herzgedanken. Das Leben der „deutschen Sappho“ von ihr selbst erzählt. Frankfurt am Main 1981.
- Gerhard Hay: Karsch, Anna Louisa, geborene Dürbach. In: Neue Deutsche Biographie (NDB). Band 11, Duncker & Humblot, Berlin 1977, ISBN 3-428-00192-3, S. 299 f. (Digitalisat).
- Hermann Palm: Karsch, Anna Louisa. In: Allgemeine Deutsche Biographie (ADB). Band 15, Duncker & Humblot, Leipzig 1882, S. 421 f.
- Leben der A. L. Karschin, geb. Dürbach. 1762, EA 1831 (Volltext auf Wikisource).